# Mary Blathwayt
Pour les articles homonymes, voir Blathwayt.
Mary Blathwayt (1er février 1879 — 25 juin 1961) est une féministe britannique, suffragette et réformatrice sociale. Elle vivait à Eagle House dans le Somerset. Cette maison, connue sous le nom de Suffragette's Rest (« Repos des suffragettes ») contenait un mémorial dédié à 60 suffragettes et suffragistes. Le mémorial a été rasé au bulldozer dans les années 1960.

## Biographie
Mary Blathwayt est née le 1er février 1879 à Worthing, Sussex , fille du colonel Linley Blathwayt, un officier de l'armée qui avait servi en Inde et d'Emily Blathwayt (en) qui étaient cousins germains.
À sa retraite du service actif, le colonel Blathwayt et sa famille ont déménagé de l'Inde à Eagle House, Batheaston, à la périphérie de Bath.
Son frère cadet, William, a suivi une formation d'ingénieur électricien et a enseigné l'anglais en Allemagne pendant de nombreuses années avant de retourner en Angleterre au début de la Première Guerre mondiale. Mary est restée à la maison et a fréquenté le lycée de Bath (en).

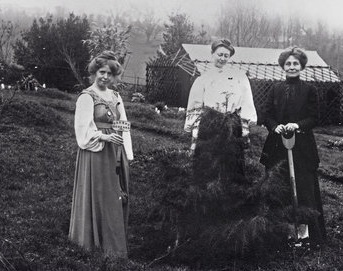
Annie Kenney à gauche, Mary Blathwayt au centre et Emmeline Pankhurst, avec une bêche, à Eagle House, Batheaston en 1910.